# Tephroseris phaeantha
Tephroseris phaeantha là một loài thực vật có hoa trong họ Cúc. Loài này được (Nakai) C.Jeffrey & Y.L.Chen miêu tả khoa học đầu tiên năm 1984.